# Klaus Iohannis
Klaus Werner Iohannis (Sibiu, 13 de junio de 1959) es un político, físico y exprofesor rumano que se desempeñó como presidente de Rumania desde el 21 de diciembre de 2014 hasta el 12 de febrero de 2025, cuando presentó su dimisión al cargo. 
Se convirtió en presidente del Partido Nacional Liberal (PNL) en 2014, después de haber sido líder del Foro Democrático de los Alemanes en Rumanía (FDGR/DFDR) entre 2002 y 2013. Antes de entrar en la política nacional, fue profesor de Física en el Colegio Nacional Samuel von Brukenthal en su Sibiu natal.

## Trayectoria

### Alcalde de Sibiu
Iohannis fue alcalde de la ciudad de Sibiu a partir de 2000 y durante más de 12 años, representando al Foro Democrático de los Alemanes en Rumania. Aunque la población alemana de la anteriormente germanófona Sibiu ha disminuido con los siglos, Iohannis obtuvo una sorprendente victoria y fue reelegido alcalde en 2004, 2008 y 2012.
Iohannis se vanagloria de convertir su ciudad en uno de los destinos turísticos más populares de Rumanía, y la ciudad fue declarada capital Europea de la Cultura en 2007. En febrero de 2013, Iohannis se convirtió en miembro del Partido Nacional Liberal, aceptando una invitación del líder liberal Crin Antonescu, y fue elegido inmediatamente primer vicepresidente del partido, convirtiéndose en presidente del partido el año siguiente (2014).

### Presidente de Rumania
El 16 de noviembre de 2014, Klaus Iohannis fue elegido quinto presidente de Rumanía. La toma de posesión tuvo lugar el 21 de diciembre de este año. Su campaña presidencial se había centrado en la lucha contra la corrupción y en la mejora del sistema de justicia.